# Erich Gamma
Erich Gamma (ur. 1961 w Zurychu) – szwajcarski informatyk, współautor książki  Wzorce projektowe: elementy oprogramowania obiektowego wielokrotnego użytku.
Wspólnie z Kentem Beckiem napisał narzędzie do tworzenia testów jednostkowych JUnit. Rozwijał także środowisko Eclipse.
W 2011 dołączył do firmy Microsoft w Zurychu, gdzie nadzorował pracę nad edytorem przeglądarkowym o nazwie „Monaco”, który jest głównym elementem edytora Visual Studio Code.